# The Legend of Zelda (serie de jocuri)

Sigla oficială The Legend of Zelda

The Legend of Zelda este o serie de jocuri video produsă de de Nintendo și creată de Shigeru Miyamoto și Takashi Tezuka în anul 1986.
Protagonistul și eroul acestor jocuri este un băiat cu o aparență de elf chemat Link.
Scopul său, în majoritatea jocurilor acestei serii, este de a elibera regatul Hyrule și prințesa sa, Zelda, din mâinile regelui malefic Ganon, (Sau Ganondorf în formă sa umană).
Gameplay-ul jocurilor The Legend of Zelda este o combinație între acțiune, aventură, RPG și puzzle, ocazional, cu unele influențe de joc de platformă.

## Jocuri video
Vezi: Lista jocurilor video The Legend of Zelda

Rupiile sunt monedele utilizate în joc

Seria de jocuri video The Legend of Zelda este una dintre cele mai populare francize de acțiune-aventură de la Nintendo. 

Triforța, simbolul reprezentativ al seriei

Unele personaje din The Legend of Zelda (Link, Young Link, Zelda, Ganondorf) au apărut inclusiv în seria de jocuri Super Smash Bros., alături de alte personaje cunoscute de la Nintendo.
Acțiunea jocului are loc într-o lume fantastică medievală, mai precis în regatul Hyrule. 
Un rol important în jocurile The Legend of Zelda o are Triforța. Aceasta este un simbol format din trei triunghiuri aurii cu fiecare triunghi reprezentând o virtute asociată cu una dintre cele 3 zeițe aurii: Din (Zeița Puterii), Nayru (Zeița Înțelepciunii) și Farore (Zeița Curajului). Ele însele fiind cele care au creat ținutul Hyrule. 

Triforța este considerată ca având puterea de a îndeplini orice dorință dacă toate părțile sale au fost reunite. Însă dacă inima celui care o atinge nu este echilibrată cu cele trei virtuți, Triforța se va separa în trei bucăți, fiecare dintre ele ducându-se la persoana care întruchipează cel mai bine virtutea respectivă.
În general, Triforța puterii se duce la Ganon (Ganondorf), Triforța curajului se duce la Link, iar Triforța înțelepciunii la prințesa Zelda.
Link este printre puținii eroi de jocuri video stângaci. Acest lucru s datorează faptului că și creatorul său, Shigeru Miyamoto, este de asemenea stângaci. Însă pentru un motiv necunoscut, de la jocul The Legend of Zelda: Skyward Sword în colo, Link a devenit dreptaci.
Seria a făcut trecerea la 3D cu The Legend of Zelda: Ocarina of Time, lansat în 1998 pe Nintendo 64. Acesta fiind considerat de foarte mulți ca cel mai bun joc video creat vreodată.
Singurul joc în care Link nu folosește spade este "Link's Crossbow training", exclusiv pentru Nintendo Wii, unde este folosită o arbaletă. Jocul este desfășurat în aceeași perioadă de timp ca și Twilight Princess.
Exista de asemenea câteva Manga după jocurile: "The Ocarina of Time","Four Swords adventure" etc.